# 弥富市立大藤小学校
弥富市立大藤小学校（やとみしりつおおふじしょうがっこう）は、愛知県弥富市芝井14丁目にある公立小学校。

## 概要
- 校区（行政区単位表記）は森津、鎌島、芝井、松名、寛延、間崎、稲元、稲吉、加稲、富島、大縄場であり、公立中学校へ進学する場合、弥富市立弥富中学校に進学する[1]。
- 旧・海部郡鍋田村の小学校であり、かつての校名は「鍋田北部小学校」である。現在の校名は1958年に改称されたのだが、校名は校区（旧・鍋田村北部）に存在した大藤村に由来する。

## 沿革
- 1873年（明治6年） - 寛延新田に寛延義校として開校。
- 1874年（明治7年） - 啓蒙学校に改称する。
- 1877年（明治10年） -
  - 松名新田に唐崎学校が開校。
  - 啓蒙学校が芝井新田に移転し、芝井学校に改称する。
  - 芝井学校から稲地学校が分離する。
- 1887年（明治20年） - 芝井学校が尋常小学芝井学校、唐崎学校が尋常小学唐崎学校に改称する。
- 1889年（明治22年）10月1日 - 森津村、稲元新田、稲荷新田、芝井新田、鎌島新田、松名新田、寛延新田、間崎新田、川原欠新田が合併し、大藤村が発足。
- 1892年（明治25年） - 尋常小学芝井学校と尋常小学唐崎学校を統合し、大藤尋常小学校となる。現在地に校舎を新築し、移転する。
- 1906年（明治39年）7月1日 - 大藤村、両国村、弥富町の一部（中山新田）が合併し、鍋田村が発足する。
- 1907年（明治40年） - 鍋田村北部尋常小学校に改称する。
- 1909年（明治42年） - 高等科を設置し、鍋田村北部尋常高等小学校に改称する。
- 1941年（昭和16年）4月1日 - 鍋田村北部国民学校に改称する。
- 1947年（昭和22年）4月1日 - 鍋田村立鍋田北部小学校に改称する。
- 1955年（昭和30年）4月1日 - 彌富町、鍋田村、市江村の一部（楽平、佐古木新田、又八新田）と合併し、弥富町が発足。同時に弥富町立鍋田北部小学校に改称する。
- 1957年（昭和32年）4月1日 - 中川、川原欠が弥富町立弥富小学校前ケ須分校校区に移る。
- 1958年（昭和33年）4月1日 - 弥富町立大藤小学校に改称する。
- 1977年（昭和52年） - 新校舎が完成する。
- 1979年（昭和54年） - 南校舎、管理棟が完成する。
- 2006年（平成18年）4月1日 - 弥富町が十四山村を編入。市制施行し、弥富市となる。同時に弥富市立大藤小学校に改称する。

## 交通アクセス
- 近鉄名古屋線近鉄弥富駅下車、徒歩約50分。
- 弥富市コミュニティバス南部ルート「松名」バス停より徒歩約8分。

## 周辺施設
- 弥富市立弥富中学校
- 弥富市立大藤保育所
- 愛知黎明高等学校
- 木曽岬町立木曽岬中学校